# Pusher 3
Pusher 3 ist ein dänischer Kriminalfilm von Nicolas Winding Refn und der dritte und letzte Teil von Refns Pusher-Trilogie. Er trägt den Untertitel I’m the Angel of Death!. Die Hauptrolle spielt diesmal Zlatko Burić, welcher als Milo bereits in den beiden Vorgängern als Nebenfigur vorkam.
Auffallendstes Merkmal des Films ist der hohe Anteil an Untertiteln, da sich die Protagonisten über weite Strecken in ihren Herkunftssprachen unterhalten, sowie die Tatsache, dass dieser gänzlich innerhalb eines einzigen Tages spielt.

## Handlung
Milo ist ein alternder, serbischer Drogendealer aus Kopenhagen, der ein kleines Restaurant besitzt. Sein Einfluss in der Kopenhagener Unterwelt ist nicht das was er mal war. Seit fünf Tagen konsumiert er kein Heroin mehr und besucht eine Selbsthilfegruppe der anonymen Abhängigen um clean zu werden. Außerdem steht der 25. Geburtstag seiner Tochter Milena an, welcher in großer Runde gefeiert wird und er soll für die gesamten Gäste kochen.
Milo hat über den Albaner Luan eine Ladung Heroin aus Amsterdam bestellt, das sich in einem eingeschleusten Wohnmobil befinden soll. Statt des bestellten Heroins findet er jedoch nur einen Beutel voller Ecstasy-Pillen vor. Daraufhin sucht er Luan auf, der angeblich nichts von dem Ecstasy weiß. Offenbar wurden die beiden Lieferungen vertauscht, doch er sichert ihm zu, dass bald ein neues Auto mit dem gewünschten Heroin käme. Milo will die Drogen jedoch nach längerem Überlegen doch nicht an Luan zurückgeben, sondern selber verkaufen.
Der junge, großmäulige Türke Muhammed, der sich selbst „King of Kopenhagen“ nennt und für Milo Drogen verkauft, kriegt von ihm den Auftrag, einen Käufer für das Ecstasy zu finden, da Milo sich mit Ecstasy nicht auskennt. Nach einiger Zeit kehrt Muhammed zurück und berichtet von einem Interessenten in Aarhus. Dieser will, dass Muhammed in einer Stunde bei ihm ist. Eigentlich will Milo Muhammed einen seiner Handlanger mitschicken, um ein Auge auf Muhammed zu haben, doch diese haben durch Milos Kochkünste alle eine akute Lebensmittelvergiftung erlitten und halten sich fortan mit heftigem Durchfall auf der Toilette auf. Damit der Deal überhaupt zustande kommt, muss Milo Muhammed ohne Überwachung nach Aarhus reisen lassen, aber mit der Aufforderung, dass er sich innerhalb einer Stunde bei ihm melden soll, wie der Deal verlaufen ist.
Als die Meldung jedoch ausbleibt, geht Milo davon aus, dass Muhammad ihn hintergangen hat, aber Milo muss mit dem Essen zur Geburtstagsparty seiner Tochter. Als ihm auffällt, dass seine Handlung offenbar von dem Geburtstagsessen krank geworden ist, wirft er dieses Gericht weg und kauft hastig bei einem China-Imbiss Ersatz.
Dort trifft er auf Kurt, genannt „die Möse“ (aus Pusher II). Kurt schenkt ihm ein wenig Heroin, welches Milo gestresst auf der Toilette des Restaurants raucht und sich rückfällig wird. Er beauftragt einen von ihm bestochenen Polizisten, für ihn Muhammed zu finden und bringt das Essen verspätet auf die Party mit, welches jedoch nicht mehr gebraucht sind, da die Gäste bereits beim Nachtisch sind. Milo hält eine Festrede auf seine Tochter und verlässt sofort wieder die Geburtstagsfeier, um Luan zu beichten, dass er weder das Ecstasy noch das Geld aus dessen Verkauf hat. Er bittet den Albaner darum, das Problem gemeinsam zu lösen, aber Luan meint, Milo müsse ihm dafür einen Gefallen tun, da der geplatzte Deal eigentlich nicht sein Problem sei. Milo solle in seinem Restaurant auf Rexho, einen anderen Albaner, warten.
Nach einiger Zeit kommt Rexho mit einem namenlosen Polen und einer ebenso unbenannten jungen Polin vorbei, welche als Zwangsprostituierte an eine Bordellbesitzerin, die Milo herbeigeholt hat, verkauft werden soll. Der Deal kommt aber nicht zustande, da sich Milos Bekannte ob der Minderjährigkeit des schwer verstörten Mädchens weigert. Rexho verlässt das Restaurant wieder. Als der Pole auf Toilette verschwindet, versucht die junge Frau zu fliehen. Milo hindert sie daran, worauf sie von dem polnischen Mädchenhändler geschlagen und gefoltert wird, indem er ihr kochend heißes Wasser auf die Hände gießt.
Milo kann die Grausamkeit nicht mit ansehen und streckt den Polen kurzerhand mit einem Hammer nieder und lässt das verängstigte Mädchen gehen. Als Rexho wenig später zurückkommt, erschlägt Milo auch ihn. Kurz darauf bringt ihm der bestochene Polizist Muhammad vorbei, welchen er ausfindig machen konnte. Mit zwei Leichen in seinem Restaurant und Muhammad im Kofferraum fährt Milo zu seinem alten Freund und Schläger Radovan um sich dort Hilfe zu suchen.
Radovan, welche seine kriminelle Vergangenheit hinter sich gelassen hat und selbst ein Restaurant betreibt, soll Milo um der alten Zeiten willen helfen. Nach einigem Zögern willigt er ein, seinem alten Freund ein letztes Mal zur Seite zu stehen. In Radovans Speisekammer foltern Milo und Radovan Muhammed, welcher beteuert, dass die Ecstasy-Pillen nur wertlose Bonbons seien und er sich deshalb nicht mehr gemeldet hätte. Als sie Muhammed zwingen ein paar von den Pillen zu essen und diese keine Wirkung zeigen, glauben sie ihm. Als der wütende Muhammed Milo beschimpft, stecken sie ihn in Radovans Tiefkühltruhe. Das weitere Schicksal von Muhammad bleibt unklar.
Zurück in Milos Restaurant zerlegen und entsorgen die beiden mühsam die Leichen von Rexho und dem Polen.
Am nächsten Morgen fährt Milo zum Haus von Milena, die ihm einen Kaffee serviert und sich für die schöne Feier bedankt. Milena sagt, dass sie sich nur wünsche, dass ihre Mutter hätte die Feier hätte sehen können. Als Milo geht, bleibt er einige Minuten am leeren Pool im Garten stehen, raucht eine Zigarette und reflektiert im Stillen über die Ereignisse der letzten 24 Stunden.

## Kritiken
„PUSHER 3 ist der zermürbendste Film der Serie. Hier wird die fatale Downward-Spiral [sic] von Milo durch zerrissene Gitarrenakkorde und dumpf dröhnende Orgelpunkte betont. Immer aber bleibt die ruhelose Handkamera nah am Geschehen, ein betont roher Stil, der die enorme Authentizität der Trilogie garantiert. Die Schauspieler sind über die Jahre sichtbar gealtert und bringen diesen Prozess direkt in die Inszenierung ein. In PUSHER 3 merkt man Milo die Müdigkeit und den jahrelangen Heroinkonsum deutlich an. Der ‚geschäftliche‘ Druck, der auf ihm lastet, die mehrfache Überforderung,  macht den finalen Amoklauf vollkommen glaubwürdig. Die Sequenzen der Leichenbeseitigung sind von zermürbender Intensität. Quälende Minuten vergehen, bevor die Eingeweide Kreiselnd [sic] im Müllzerkleinerer verschwinden. Die betäubte Gleichgültigkeit der Akteuer [sic] macht diesen Akt umso verstörender.“

„Der dritte ‚Pusher‘-Teil funktioniert nicht nur deswegen ausgezeichnet, weil sich Nicolas Winding Refn eine neue Hauptfigur ausgesucht hat, sondern weil der knallharte Drogenboss aus den ersten beiden Teilen völlig andere Seiten erhält. Allein die Idee, dass Milo von seinem eigenen Stoff abhängig ist, beweist Refns Gespür für dramaturgische Zusammenhänge. Durch die Drogensucht wirkt Milo menschlicher, als jemals zuvor. Als Zuschauer ist man deswegen bereit, mit ihm mitzufühlen, obwohl er zuvor als brutaler Gangster gezeigt worden ist. Dabei folgt der Film nicht dem gängigen Klischee, dass auch ein harter Krimineller eine weiche Seite hat und zum Beispiel ein treu sorgender Familienvater ist. Die Schwächen Milos besitzen gegenüber solch gutmenschlichem Ansinnen eine andere Dimension. Sie zeigen ihn nicht als liebenswerte Person, sondern stellen seine Verwundbarkeit heraus. Während des kompletten Films wird die Position Milos ständig in Frage gestellt. Der Drogenkönig läuft durch sein Reich, in dem er überall aufsässige Elemente entdeckt. Seine Tochter zieht ihn bei einer Verhandlung über zukünftige Drogengeschäfte über den Tisch, die aufstrebenden Dealer versuchen ihn zu betrügen und seine eigene Disziplin im Kampf gegen die Drogensucht erhält Risse. Nur ein alter Freund aus den Tagen der vollkommenen Macht erweist ihm ein letztes Mal die Ehre. ‚Pusher 3‘ ist ein Königsdrama, das einen Herrscher zeigt, den alle vom Thron stoßen wollen. Aber die Tragödie ist in der Persönlichkeit des Königs selbst angelegt. Die ganze Verwundbarkeit liegt in ihm selbst begründet. Das Reich ist brüchig geworden.“

„Abschließender Teil der Pusher-Trilogie, die sich durch realistische Härte, rauen Witz und schräge Typen auszeichnet. Auch in diesem Film treten die vertrauten Personen auf, doch die Hauptrolle geht auf einen Charakter über, der in den anderen Teilen als Nebenfigur zu sehen war.“